# Чента Сан Николо
Чента Сан Николо (итал. Centa San Nicolò) је насеље у Италији у округу Тренто, региону Трентино-Јужни Тирол.
Према процени из 2011. у насељу је живело 155 становника. Насеље се налази на надморској висини од 834 м.

## Становништво
Према резултатима пописа становништва 2011. у општини је живело 617 становника.
| 1931. | 1936. | 1951. | 1961. | 1971. | 1981. | 1991. | 2001. | 2011. |
| ----- | ----- | ----- | ----- | ----- | ----- | ----- | ----- | ----- |
| 933   | 815   | 836   | 712   | 586   | 488   | 464   | 565   | 617   |